# Niesemeuschel

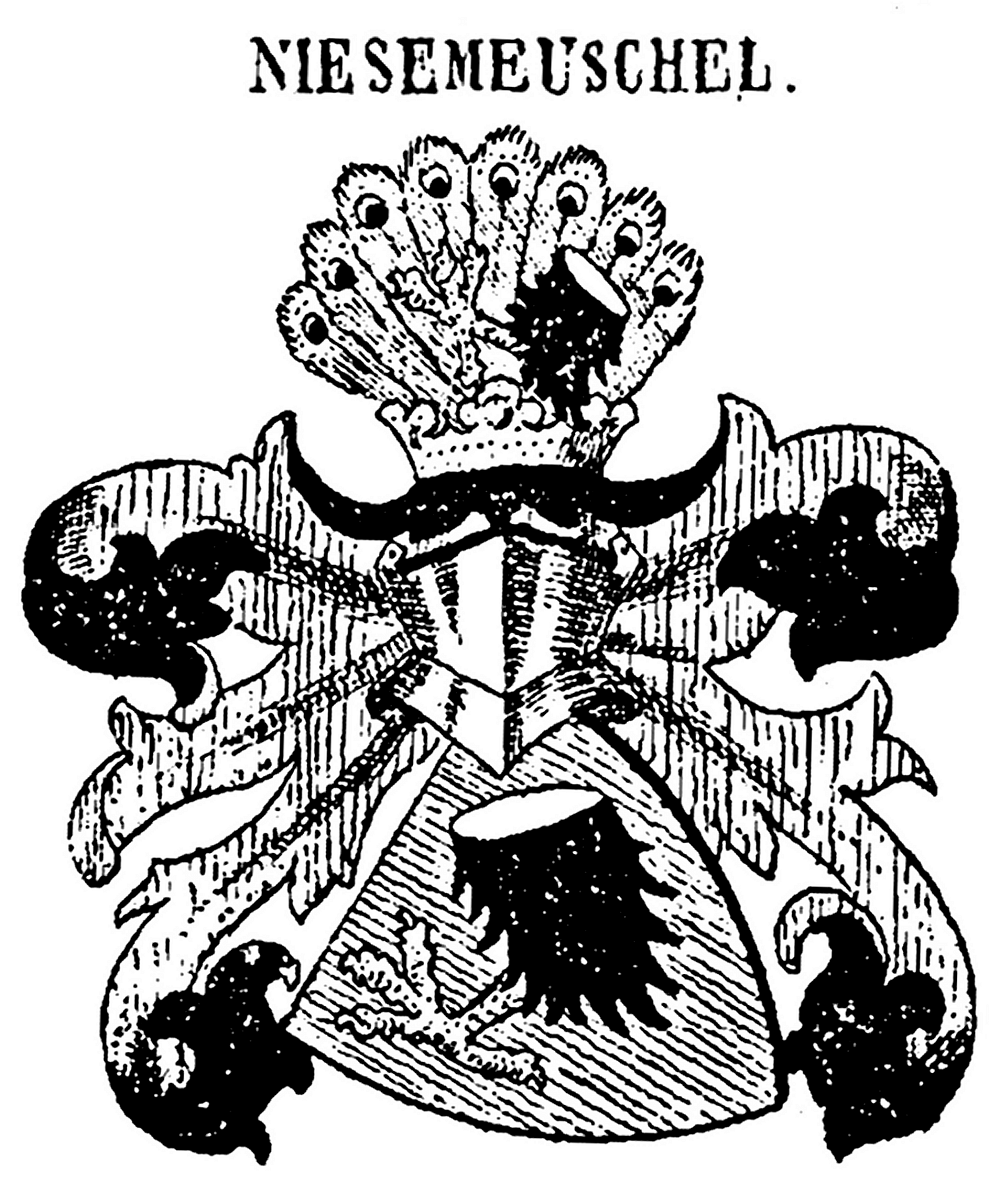
Wappen derer von Niesemeuschel bei Johann Siebmacher

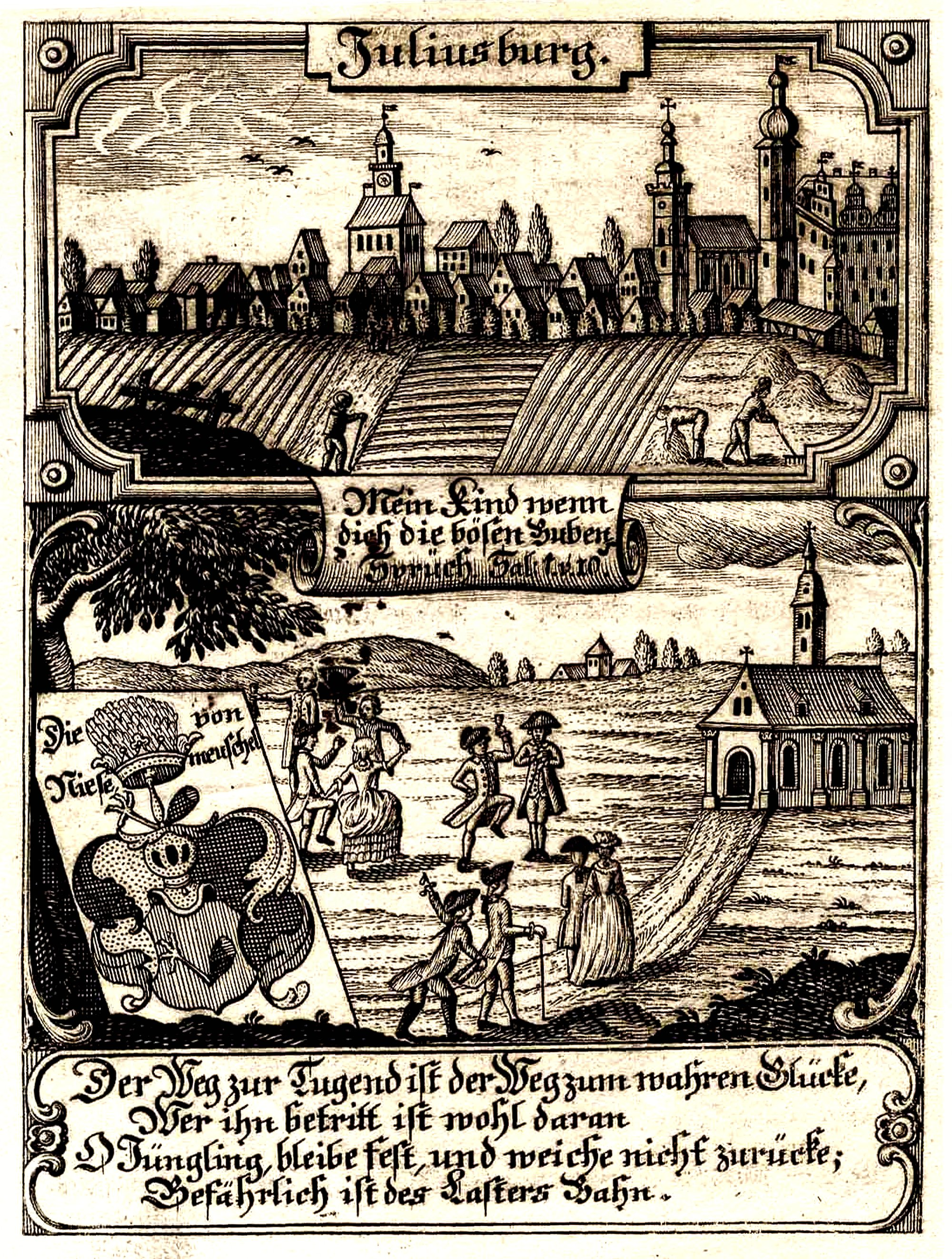
Juliusburg mit dem Wappen der Niesemeuschel, Kupferstich aus „Zittauisches monatliches Tagebuch“ von 1792

Niesemeuschel ist der Name eines ausgestorbenen schlesischen Adelsgeschlechts aus dem Herzogtum Glogau. 

## Geschichte
Das Geschlecht soll der Legende nach von dem böhmischen Herzog Nizamislo abstammen. Die Niesemeuschel waren stamm- und wappenverwandt mit den Mitte des 18. Jahrhunderts erloschenen Herren von Tader. Es erscheint urkundlich erstmals 1407 mit den Brüdern Heinrich und Gebhard von Niesemeuschel auf Karitsch. In Schlesien teilte sich die Familie in die Linien Reichenau bei Sagan, Strien und Dittersbach bei Wohlau, sowie Gabel und Rointen bei Guhrau. Das Geschlecht ist 1833 mit dem königlich-preußischen Generalmajor Karl Wilhelm von Niesemeuschel erloschen. 

## Wappen
Blasonierung: In Rot ein goldener Adlerfuß, schwarz gefiedert und eingebogen mit nach oben gekehrter Kralle. Auf dem gekrönten Helm mit rot–silbernen Helmdecken die Schildfigur auf einem natürlichen Pfauenschweif.

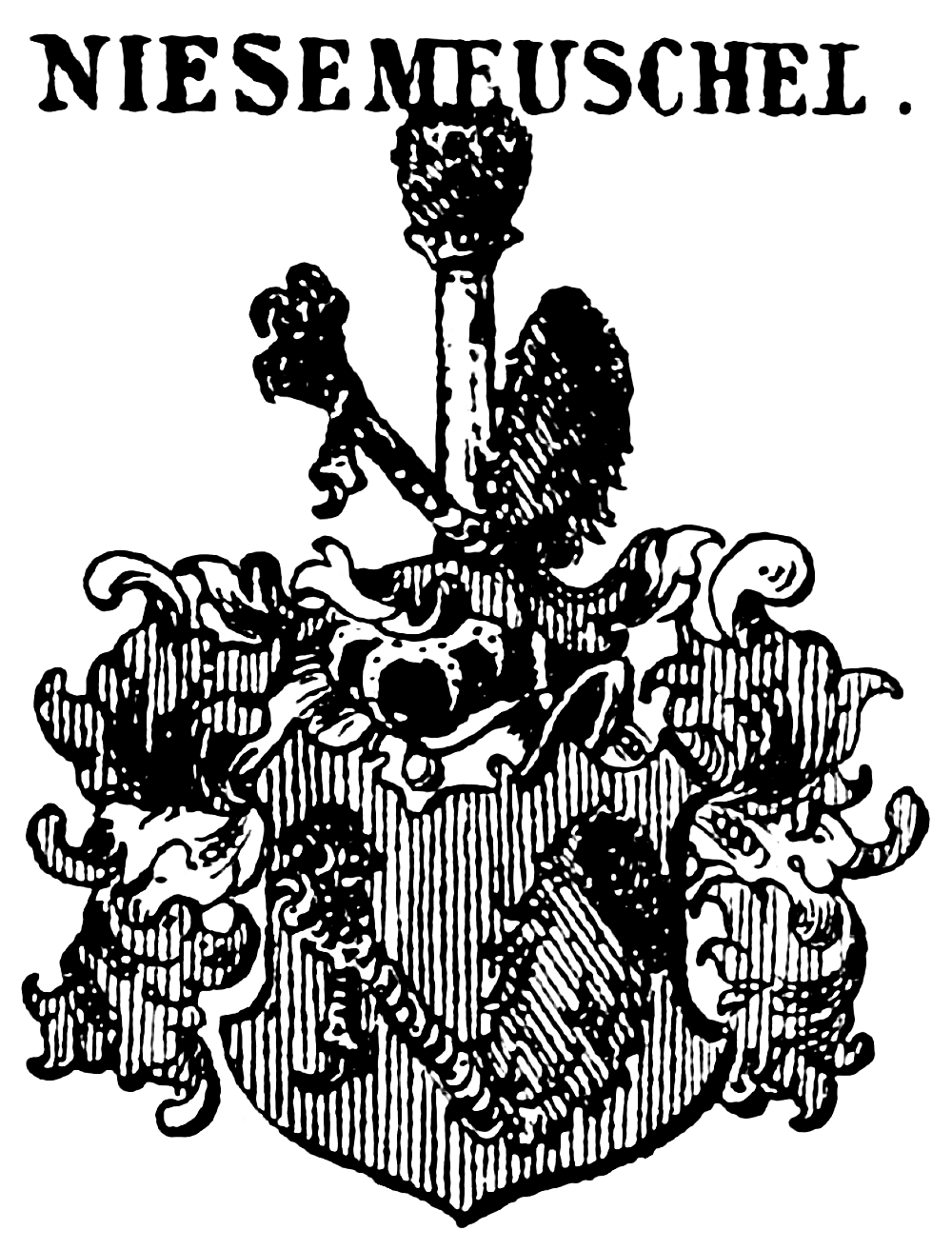
Wappenvariante derer von Niesemeuschel

## Persönlichkeiten
- Christoph Gottfried von Niesemeuschel († 1758), königlich-polnischer und kurfürstlich-sächsischer Generalmajor
- Wilhelm Hans Christoph von Niesemeuschel (1730–1812), königlich-sächsischer Generalleutnant
- Karl Wilhelm von Niesemeuschel (1757–1833), königlich-preußischer Generalmajor und zuletzt Kommandeur des 1. schlesischen Landwehr-Infanterie-Regiments